# ۲٬۵-بیس (هیدروکسی متیل) فوران
۲٬۵-بیس(هیدروکسی متیل)فوران (به انگلیسی: 2,5-Bis(hydroxymethyl)furan) یک ترکیب شیمیایی با شناسه پاب‌کم ۷۴۶۶۳ است. شکل ظاهری این ترکیب، جامد زرد کمرنگ است.